# Asuridia subcruciata
Asuridia subcruciata là một loài bướm đêm thuộc phân họ Arctiinae, họ Erebidae.